# سعادت‌آباد گلشن
سعادت‌آباد گلشن، روستایی در دهستان عزیزآباد بخش مرکزی شهرستان نرماشیر در استان کرمان ایران است.

## جمعیت
بر پایه سرشماری عمومی نفوس و مسکن در سال ۱۳۹۵، جمعیت این روستا برابر با ۵۸۳ نفر (۱۸۳ خانوار) بوده‌است.